# Steinkreuz Welfesholz

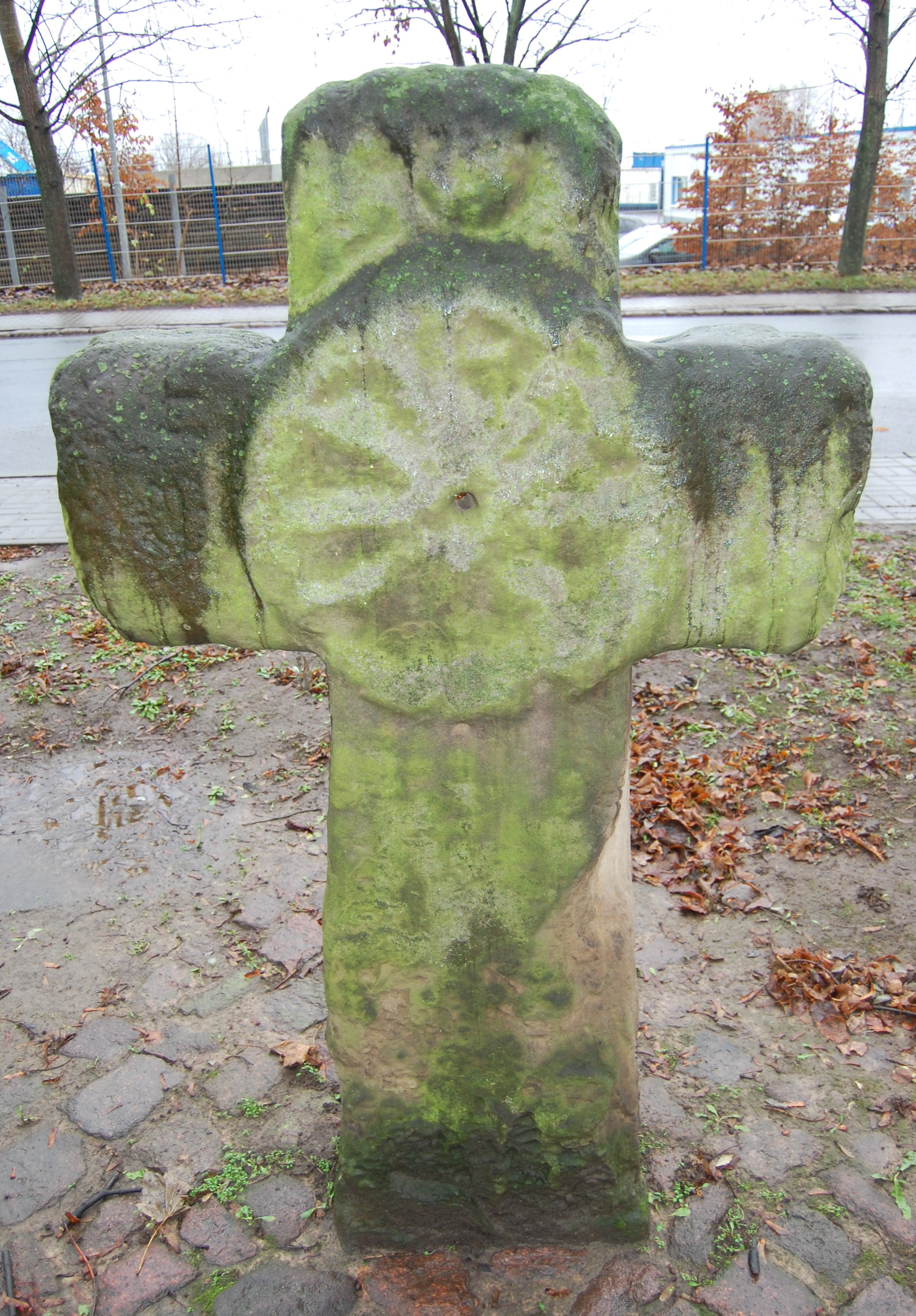
Steinkreuz Welfesholz mit Raddarstellung

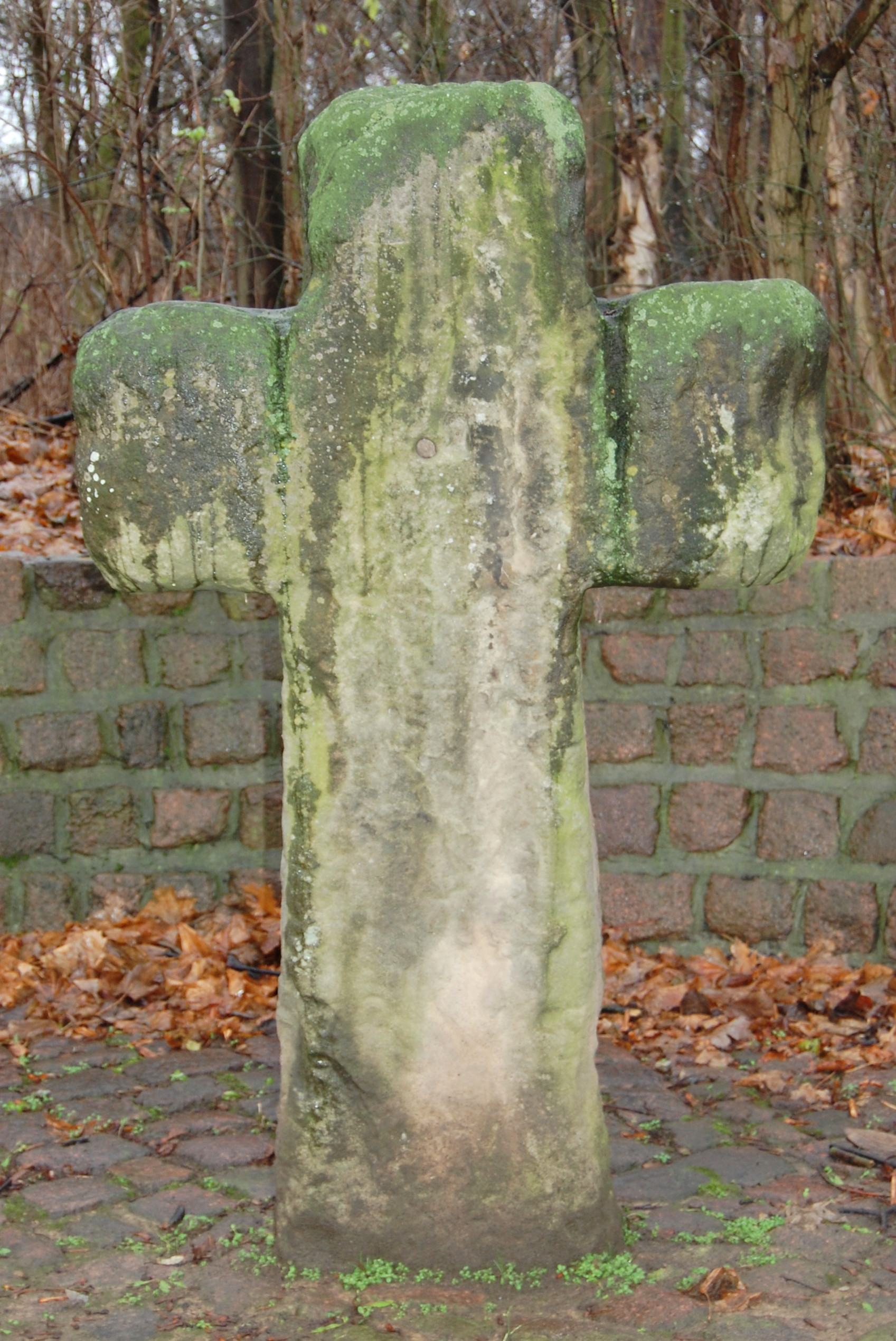
Ostseite

Das Steinkreuz Welfesholz, auch als Kapellenstein bezeichnet, ist ein historisches Steinkreuz in Welfesholz in Sachsen-Anhalt.

## Beschaffenheit
Das Kreuz befindet sich westlich der Straße von Welfesholz nach Sandersleben am nördlichen Ortsausgang. Es besteht aus Buntsandstein und hat eine Höhe von 1,68 Meter. Die maximale Breite des lateinischen Kreuzes beträgt 1 Meter bei einer Stärke von 0,28 Metern. Auffällig ist eine auf der straßenabgewandten Seite vorhandene verwitterte, radähnliche Darstellung mit einem Durchmesser von 0,56 Metern. Das Rad hat zehn, möglicherweise auch zwölf Speichen. In der Mitte des Rades befindet sich eine etwa vier Zentimeter tiefe Vertiefung, die auch auf der anderen Seite des Kreuzes zu erkennen ist. Sowohl am Schaft des Kreuzes als auch am Arm auf der Nordseite sind Beschädigungen zu erkennen. Das vermutlich vom Ende des 14. oder Anfang des 15. Jahrhunderts stammende Kreuz weist deutliche Verwitterungsspuren auf, ist jedoch verhältnismäßig gut erhalten.

## Bedeutung
Die Bedeutung des Kreuzes ist unklar. Es bestehen mehrere Theorien. So wird die Auffassung vertreten es handele sich um einen Grenzstein der Diözese Mainz. Die Darstellung des Rades stelle ein Christusmonogramm bzw. das Mainzer Rad dar. Die Zahl der Speichen dürfte dafür aber zu hoch sein. Möglicherweise handelt es sich um ein Sühnekreuz, welches als Sühne für einen schweren Unfall oder eine Straftat errichtet wurde. Das Rad könnte dann ein Wagenrad darstellen, durch das jemand zu Tode kam. Andere Theorien sehen das Kreuz im Zusammenhang mit einer in der Nähe ursprünglich befindlichen Kapelle. Diese wohl an die Schlacht am Welfesholz im Jahr 1115 erinnernde Kapelle soll 1289 von Kaiser Rudolph von Habsburg erneuert und, nachdem sie bereits 1723 wüst war, 1822 abgerissen worden sein. Auf diese Ansicht geht die auch anzutreffende Bezeichnung als Kapellenstein zurück. Wieder andere Ansichten vermuten eine alte Kultstätte oder die Stelle an der Erzbischof Adalbert von Mainz gefangen genommen worden sei.